# 2. slovenská fotbalová liga 2012/2013
V soubojích 20. ročníku 2. slovenské fotbalové ligy 2012/13 se utkalo 12 týmů dvoukolovým systémem podzim - jaro.
Nováčky soutěže se staly FC DAC 1904 Dunajská Streda (sestup z Corgoň ligy) a dva vítězové regionálních skupin 3. ligy - FK Slovan Duslo Šaľa a ŠK Partizán Bardejov. Do nového ročníku se nepřihlásil tým MFK Ružomberok „B“, nahradil jej vítěz baráže FC ŠTK 1914 Šamorín. Před začátkem sezóny se odhlásil celek FK Bodva Moldava nad Bodvou, kterého nahradil neúspěšný tým z baráže TJ Baník Ružiná.
Vítězem a zároveň i jediným postupujícím se stal tým FC DAC 1904 Dunajská Streda. Do 3. ligy sestoupily poslední dvě mužstva tabulky - MFK Dolný Kubín a TJ Baník Ružiná.

## Konečná tabulka
| Poř. | Tým                          | Z  | V  | R  | P  | VG | OG | B  |
| ---- | ---------------------------- | -- | -- | -- | -- | -- | -- | -- |
| 1.   | FC DAC 1904 Dunajská Streda  | 33 | 19 | 8  | 6  | 41 | 26 | 65 |
| 2.   | FO ŽP ŠPORT Podbrezová       | 33 | 16 | 13 | 4  | 45 | 20 | 61 |
| 3.   | ŠK SFM Senec                 | 33 | 16 | 9  | 8  | 48 | 32 | 57 |
| 4.   | ŠK Partizán Bardejov         | 33 | 16 | 5  | 12 | 41 | 36 | 53 |
| 5.   | MFK Zemplín Michalovce       | 33 | 12 | 7  | 14 | 41 | 43 | 43 |
| 6.   | FC ŠTK 1914 Šamorín          | 33 | 10 | 11 | 12 | 29 | 32 | 41 |
| 7.   | FK Slovan Duslo Šaľa         | 33 | 12 | 5  | 16 | 41 | 45 | 41 |
| 8.   | MFK Dubnica nad Váhom        | 33 | 11 | 8  | 14 | 31 | 38 | 41 |
| 9.   | MŠK Rimavská Sobota          | 33 | 11 | 7  | 15 | 39 | 47 | 40 |
| 10.  | MFK Tatran Liptovský Mikuláš | 33 | 9  | 9  | 15 | 26 | 39 | 36 |
| 11.  | MFK Dolný Kubín              | 33 | 7  | 13 | 13 | 34 | 42 | 34 |
| 12.  | TJ Baník Ružiná              | 33 | 7  | 9  | 17 | 38 | 54 | 30 |

Poznámky:
- Z = Odehrané zápasy; V = Vítězství; R = Remízy; P = Prohry; VG = Vstřelené góly; OG = Obdržené góly; B = Body

|  | postup do Corgoň ligy 2013/14 |
|  | sestup do 3. ligy 2013/14     |